# Melissa Rauch
Melissa Ivy Rauch (* 23. června 1980, Marlboro Township, New Jersey, USA) je americká herečka a bavička.

## Životopis
Pochází z Marlbora v New Jersey. Získala titul bakaláře hereckého umění na Marymount Manhattan College. Během studia hrávala stand-up show kolem Manhattanu a brzo se stala známu díky komediální one-woman show "The Miss Education of Jenna Bush", ve které ztvárnila dceru bývalého amerického prezidenta. V roce 2009 se poprvé objevila v seriálu Teorie velkého třesku, od roku 2010 patří mezi hlavní protagonisty. Za roli Bernadette byla nominována na "Screen Actors Guild Award for Outstanding Performance" za vynikající výkon v kategorii komediálního seriálu.

Působila i jako moderátorka na hudebním kanálu VH1.

## Filmografie
- 2006: Delirious
- 2008–2009: Kath & Kim
- 2009: I Love You, Man
- 2009: Teorie velkého třesku (The Big Bang Theory) TVS
- 2010: Kancl (The Office) TVS
- 2010: Pravá krev (True Blood) TVS